# Indigofera ormocarpoides
Indigofera ormocarpoides är en ärtväxtart som beskrevs av John Gilbert Baker. Indigofera ormocarpoides ingår i släktet indigosläktet, och familjen ärtväxter. Inga underarter finns listade i Catalogue of Life.